# Liste der Kulturdenkmäler in Kesselstadt
Die folgende Liste enthält die in der Denkmaltopographie ausgewiesenen Kulturdenkmäler auf dem Gebiet des Stadtteils Kesselstadt der  Stadt Hanau, Main-Kinzig-Kreis, Hessen.
Hinweis: Die Reihenfolge der Denkmäler in dieser Liste orientiert sich an der Anschrift, alternativ ist sie auch nach der Bezeichnung, der vom Landesamt für Denkmalpflege vergebenen Nummer oder der Bauzeit sortierbar.
Kulturdenkmäler werden fortlaufend im Denkmalverzeichnis des Landes Hessen durch das Landesamt für Denkmalpflege Hessen auf Basis des Hessischen Denkmalschutzgesetzes (HDSchG) geführt. Die Schutzwürdigkeit eines Kulturdenkmals hängt nicht von der Eintragung in das Denkmalverzeichnis des Landes Hessen oder der Veröffentlichung in der Denkmaltopographie ab.

| Bild                                               | Bezeichnung | Lage | Beschreibung                                                              | Bauzeit                         | Objekt-Nr. |
| -------------------------------------------------- | --- | --- | ------------------------------------------------------------------------- | ------------------------------- | ---------- |
| Alte Pumpstation                                   | Alte Pumpstation                                                                                                   | An der Pumpstation 9 LageFlur: 6, Flurstück: 2/10 |                                                                           | 1909/10                         | 106863 DDB |
| Hist. Gasthaus Zum Anker                           | Hist. Gasthaus Zum Anker                                                                                           | Ankergasse 1 LageFlur: 9, 10 oder 11, Flurstück: 84/3 |                                                                           | 1805                            | 106864 DDB |
| Bild gesucht BW                                    | Sachgesamtheit Friedhof mit Einfriedung, Aussegnungshalle und Grabsteinen                                          | Baumweg 10, Steinritsche LageFlur: 7, Flurstück: 6/5, 6/6 | mit Grabsteinen der Familien Kellermann, Stassen, Kuhn, Repp und Burchard | um 1900                         | 106908 DDB |
| Bild gesucht BW                                    | Schwanenbrunnen | Beethovenplatz LageFlur: 2, Flurstück: 23/2 |                                                                           | um 1890                         | 106606 DDB |
| Bild gesucht BW                                    | | Beethovenplatz 1-12 LageFlur: 2, 3, 4, Flurstück: 104/23, 107/23, 90/1, 134/1, 446/1 |                                                                           | 1926/27, um 1930                | 106605 DDB |
|                                                    | | Bienenstraße 3 LageFlur: 10, Flurstück: 106/1 |                                                                           | um 1800                         | 106865 DDB |
|                                                    | | Bienenstraße 5 LageFlur: 10, Flurstück: 109/1 |                                                                           | um/nach 1800                    | 106866 DDB |
|                                                    | | Bienenstraße 7 LageFlur: 10, Flurstück: 164/110 |                                                                           | um 1800                         | 106867 DDB |
| Bild gesucht BW                                    | Sachgesamtheit Fasanerie mit Umfassungsmauer, Fasanenaufzuchtstation und Jagdstern                                 | Braubach, Fasanerie, Franz-Ludwig-von-Cancrin-Weg 1a/1/2/3, In der Fasanerie, Dr-Schwabe-Straße 43 LageFlur: 1, Flurstück: 12/1, 20, 2/6, 26/1, 27, 2/7. 2/8, 28/1, 32, 34/1, 36, 42/1, 43, 4/3, 44, 4/4, 45/1, 6, 8, 9                                                                                |                                                                           | 1717                            | 107030 DDB |
| Burgallee                                          | Burgallee | Burgallee, von Wilhelmsbad nach Kesselstadt LageFlur: 13, 15, 17, 18, Flurstück: 241/63, 245, 283, 45/11, 65/11, 66/12, 18/1, 25/1 |                                                                           | 1780er Jahre                    | 106939 DDB |
| Bild gesucht BW                                    | | Burgallee 15 LageFlur: 15, Flurstück: 148 |                                                                           | 1904                            | 106868 DDB |
| Bild gesucht BW                                    | Silberwarenfabrik Karl Kurz                                                                                        | Burgallee 20 LageFlur: 14, Flurstück: 81/4 |                                                                           | 1886                            | 106909 DDB |
|                                                    | | Burgallee 52/54/56 LageFlur: 14, Flurstück: 168/27, 171/28, 172/29 |                                                                           | 1904                            | 106869 DDB |
| Wasserwerk III                                     | Wasserwerk III | Burgallee 115/117/119 LageFlur: 17, Flurstück: 32/8, 34/7, 34/8 |                                                                           | 1911/12                         | 106912 DDB |
| Bahnhof Wilhelmsbad                                | Bahnhof Wilhelmsbad                                                                                                | Burgallee 127 LageFlur: 17, Flurstück: 2/2 | dazu gehört ein seitlicher Ziegelstall                                    | 1847/48                         | 106913 DDB |
| Villa Döring                                       | Villa Döring | Burgallee 132 LageFlur: 17, Flurstück: 14/4 | mit burgartigem Nebengebäude und Park                                     | 1900                            | 106914 DDB |
| Bild gesucht BW                                    | | Castellstraße 6 LageFlur: 7, Flurstück: 134/29 |                                                                           | 1912                            | 106870 DDB |
| Bild gesucht BW                                    | | Castellstraße 19 LageFlur: 8, Flurstück: 13/1 |                                                                           | 1895                            | 106871 DDB |
| Bild gesucht BW                                    | Gärtnerhaus | Dr.-Schwabe-Straße 43 LageFlur: 1, Flurstück: 34/1 | mit Toranlage, Park, Umfassungsmauer und Nebengebäude                     | um 1747                         | 107029 DDB |
| Bild gesucht BW                                    | | Frankfurter Landstraße 32 LageFlur: 4, Flurstück: 105/17 |                                                                           | 1894                            | 106782 DDB |
| Bild gesucht BW                                    | | Frankfurter Landstraße 47 LageFlur: 5, Flurstück: 19/1 | mit Stall und vorderer und hinterer Einfriedung                           | 1887                            | 106784 DDB |
| Bild gesucht BW                                    | Produktionsanlagen der hist. Drahtzieherei Ullmann                                                                 | Frankfurter Landstraße 52/54/56, Hindemithstraße 32a LageFlur: 4, Flurstück: 52/3 |                                                                           | 1893 ?                          | 106783 DDB |
| Bild gesucht BW                                    | Wohnhaus Neumetzger                                                                                                | Frankfurter Landstraße 53 LageFlur: 5, Flurstück: 122/15 | mit Garage und Zaun                                                       | 1900                            | 106787 DDB |
| Bild gesucht BW                                    | ehem. Villa, späteres Verwaltungsgebäude der Drahtzieherei Ullmann                                                 | Frankfurter Landstraße 58 LageFlur: 4, Flurstück: 201/52 |                                                                           | 1904                            | 106786 DDB |
| Bild gesucht BW                                    | | Frankfurter Landstraße 59/61 LageFlur: 5, Flurstück: 147/2, 148/3 |                                                                           | 1905                            | 106789 DDB |
| Bild gesucht BW                                    | | Frankfurter Landstraße 65 LageFlur: 5, Flurstück: 247/2 |                                                                           | 1910                            | 106788 DDB |
| Bild gesucht BW                                    | | Frankfurter Landstraße 88 LageFlur: 4, Flurstück: 229/4 |                                                                           | 1906                            | 106790 DDB |
|                                                    | | Friedensstraße 14 LageFlur: 14, Flurstück: 36/1 |                                                                           | um 1910                         | 106872 DDB |
|                                                    | | Georg-Wolff-Straße 4/6 LageFlur: 14, Flurstück: 128/36, 129/36 |                                                                           | um 1910                         | 106923 DDB |
|                                                    | | Georg-Wolff-Straße 8/10 LageFlur: 14, Flurstück: 148/36, 149/36 |                                                                           | um 1910                         | 106873 DDB |
| Bild gesucht BW                                    | Gesamtanlage | Gesamtanlage Großwohnsiedlung Beethovenplatz Lage |                                                                           |                                 | 106604 DDB |
| Bild gesucht BW                                    | Gesamtanlage | Gesamtanlage Historischer Ortskern Kesselstadt mit Schloss und Schlosspark Philippsruhe (Sachgesamtheit) und dem historischen Damm der Philippsruher Allee Lage |                                                                           |                                 | 106937 DDB |
| Bild gesucht BW                                    | Gesamtanlage | Gesamtanlage Salisweg Lage | Salisweg 1a–15, 2–22, Hopfenstraße 1–8                                    |                                 | 106918 DDB |
| Bild gesucht BW                                    | Gesamtanlage Wilhelmsbader Meierei                                                                                 | Kesselstädter Straße 80 Lage | mit Wohnhaus, Scheune, Brennerei, Stall und umliegenden Freiflächen       | 1780                            | 107069 DDB |
| Bild gesucht BW                                    | Gesamtanlage Wohnsiedlung Hopfenstraße/Castellstraße                                                               | Castellstraße 1–18, Hopfenstraße 10–26, 9–31, Weißenburgstraße Lage |                                                                           |                                 | 106919 DDB |
| Bild gesucht BW                                    | | Gustav-Hoch-Straße 25 LageFlur: 4, Flurstück: 246/24 |                                                                           | um 1909                         | 106837 DDB |
| Bild gesucht BW                                    | | Gustav-Hoch-Straße 35 LageFlur: 4, Flurstück: 27/1 |                                                                           | 1912                            | 106838 DDB |
| Bild gesucht BW                                    | | Gustav-Hoch-Straße 59, Kastanienallee 154, 155, 157 LageFlur: 3, 4, Flurstück: 135/2, 148/1, 448/2, 485/1 |                                                                           | um 1930                         | 106607 DDB |
| Bild gesucht BW                                    | | Gutzkowstraße 1, Salisweg 28 LageFlur: 6, Flurstück: 12/1, 74/12 |                                                                           | um 1900                         | 106875 DDB |
| Bild gesucht BW                                    | | Hausmannstraße 3/5 LageFlur: 4, Flurstück: 157/100, 179/100 | mit Zaun und Torpfeilern                                                  | um/vor 1900                     | 106920 DDB |
| Bild gesucht BW                                    | | Hausmannstraße 18, Karolinenstraße 12 LageFlur: 4, Flurstück: 217/94, 218/94 |                                                                           | 1907                            | 107074 DDB |
| Bild gesucht BW                                    | | Hindemithstraße 33 LageFlur: 4, Flurstück: 20/1 |                                                                           |                                 | 106844 DDB |
|                                                    | | Hochstädter Landstraße 37 LageFlur: 17, Flurstück: 23/4 |                                                                           |                                 | 938939 DDB |
|                                                    | | Hochstädter Landstraße 50/52 LageFlur: 18, Flurstück: 85/26, 86/26 |                                                                           | 1921                            | 107018 DDB |
| Bild gesucht BW                                    | | Hochstädter Landstraße 105 LageFlur: 19, Flurstück: 102 |                                                                           |                                 | 107130 DDB |
| Bild gesucht BW                                    | | Hochstädter Landstraße 107 LageFlur: 19, Flurstück: 101 |                                                                           |                                 | 107131 DDB |
| Bild gesucht BW                                    | | Hopfenstraße 1, Salisweg 13 LageFlur: 7, Flurstück: 79/32, 80/32 | mit Fachwerkstall auf dem Hof                                             | 1898                            | 106874 DDB |
| Reinhardskirche                                    | Reinhardskirche | Jakob-Rullmann-Straße 6 LageFlur: 10, Flurstück: 279/3 |                                                                           | 1729–1734                       | 106901 DDB |
|                                                    | | Jakob-Rullmann-Straße 7 LageFlur: 8, Flurstück: 122/2 |                                                                           |                                 | 106924 DDB |
|                                                    | | Jakob-Rullmann-Straße 8 LageFlur: 10, Flurstück: 286 |                                                                           | Anfang 18. Jh.                  | 106876 DDB |
| Bild gesucht BW                                    | | Jakob-Rullmann-Straße 25 LageFlur: 8, Flurstück: 95/1 |                                                                           | um 1840/50                      | 106877 DDB |
| Bild gesucht BW                                    | Kastanienallee | Kastanienallee, Dr.-Schwabe-Straße, Fasanenäcker LageFlur: 2, 4, 7, 8, Flurstück: 231/2, 234, 24/1, 108/18, 108/21, 109/3, 56, 57/1, 198/4 |                                                                           |                                 | 106941 DDB |
| Ehem. Wohnhaus für höhere Beamte                   | Ehem. Wohnhaus für höhere Beamte                                                                                   | Kastanienallee 12/12a LageFlur: 8, Flurstück: 140/4 |                                                                           | 1889                            | 106878 DDB |
|                                                    | | Kastanienallee 16 LageFlur: 8, Flurstück: 153/3 |                                                                           | um 1890                         | 106879 DDB |
|                                                    | | Kastanienallee 34 LageFlur: 8, Flurstück: 242/181 |                                                                           |                                 | 106929 DDB |
| Bild gesucht BW                                    | | Kastanienallee 36/38 LageFlur: 8, Flurstück: 220/184, 253/181 | Werkstattgebäude hinter Nr. 36                                            | 1895/96                         | 106880 DDB |
| Turnhalle des Turnvereins Kesselstadt              | Turnhalle des Turnvereins Kesselstadt                                                                              | Kastanienallee 44 LageFlur: 7, Flurstück: 231/52 |                                                                           | 1904                            | 106881 DDB |
|                                                    | | Kastanienallee 46 LageFlur: 7, Flurstück: 119/50 |                                                                           | 1906                            | 106882 DDB |
| Bild gesucht BW                                    | | Kastanienallee 47 LageFlur: 14, Flurstück: 33/4 |                                                                           |                                 | 106911 DDB |
|                                                    | | Kastanienallee 58 LageFlur: 7, Flurstück: 44/2 |                                                                           |                                 | 106910 DDB |
| St. Elisabeth                                      | St. Elisabeth | Kastanienallee 68 LageFlur: 7, Flurstück: 139/26, 140/27 |                                                                           | 1963/64                         | 106927 DDB |
|                                                    | | Kastanienallee 70/72 LageFlur: 7, Flurstück: 104/25, 110/25 |                                                                           |                                 | 106928 DDB |
| Bild gesucht BW                                    | | Kattenstraße 2 LageFlur: 4, Flurstück: 127/99 |                                                                           | 1896/97                         | 106853 DDB |
| Bild gesucht BW                                    | | Kattenstraße 4/6 LageFlur: 4, Flurstück: 189/99, 190/99 |                                                                           | 1904                            | 106855 DDB |
| Bild gesucht BW                                    | | Kattenstraße 8 LageFlur: 4, Flurstück: 197/99 |                                                                           | um 1904                         | 106854 DDB |
| Bild gesucht BW                                    | Kesselstädter Allee                                                                                                | Kesselstädter Straße, L 3008. LageFlur: 18, Flurstück: 1/1, 1/2, 15/1, 15/13, 71/9 |                                                                           | 1770er Jahre                    | 404779 DDB |
| Bild gesucht BW                                    | Basaltwerke Kaiser                                                                                                 | Kesselstädter Straße 60 LageFlur: 19, Flurstück: 224 |                                                                           |                                 | 107105 DDB |
| Bild gesucht BW                                    | Wilhelmsbader Hof                                                                                                  | Kesselstädter Straße 80 LageFlur: 18, Flurstück: 12/1 |                                                                           | 1781                            | 106915 DDB |
| Hist. Gasthaus Roter Löwe                          | Hist. Gasthaus Roter Löwe                                                                                          | Landstraße 4 LageFlur: 10, Flurstück: 111 |                                                                           | 1727                            | 106883 DDB |
|                                                    | | Mittelstraße 4 LageFlur: 10, Flurstück: 158/62 |                                                                           | 1592                            | 106884 DDB |
|                                                    | | Mittelstraße 8 LageFlur: 10, Flurstück: 56/1 |                                                                           | vor 1890                        | 106885 DDB |
|                                                    | | Mittelstraße 10 LageFlur: 10, Flurstück: 54/1 |                                                                           | um 1700                         | 106886 DDB |
| Ehemalige Gräfliche Remise (Anbau)                 | Ehemalige Gräfliche Remise (Anbau)                                                                                 | Mittelstraße 19 LageFlur: 10, Flurstück: 120/5 |                                                                           | Ende 18. Jh.                    | 106887 DDB |
| Ehemalige Gräfliche Remise                         | Ehemalige Gräfliche Remise                                                                                         | Mittelstraße 21 LageFlur: 10, Flurstück: 120/5 |                                                                           | um 1727/28                      | 106888 DDB |
|                                                    | | Mittelstraße 22a LageFlur: 10, Flurstück: 268 |                                                                           | 1983                            | 107118 DDB |
|                                                    | | Mittelstraße 23 LageFlur: 10, Flurstück: 120/5 |                                                                           | nach 1890                       | 106889 DDB |
|                                                    | | Mittelstraße 26 LageFlur: 10, Flurstück: 33/1 |                                                                           | 1830                            | 106926 DDB |
|                                                    | | Mittelstraße 36 LageFlur: 10, Flurstück: 275/1 |                                                                           | um 1800                         | 106890 DDB |
|                                                    | | Mittelstraße 44 LageFlur: 10, Flurstück: 107/3 |                                                                           |                                 | 106891 DDB |
| Staatsbad Wilhelmsbad                              | Staatsbad Wilhelmsbad                                                                                              | Parkpromenade 1-9, An der Fasanerie, Braubach, Kieskaute, Steinwiese, Wilhelmsbader Allee LageFlur: 18, Flurstück: 131, 132/2, 132/3, 133, 15/14, 15/5, 16/3, 17/1, 17/2, 17/3, 19/2, 25/1, 25/2, 26/29, 27, 28, 29, 30, 31/10, 31/8, 31/9, 3/2, 32/10, 32/11, 32/12, 32/3, 3/3, 33/1, 37/1, 6/11, 8/3 |                                                                           | 1777–1779                       | 106916 DDB |
| Villa Burg Kesselstadt, heute Olof-Palme-Haus      | Villa Burg Kesselstadt, heute Olof-Palme-Haus                                                                      | Pfarrer-Hufnagel-Straße 2 LageFlur: 6, 9, Flurstück: 2/12, 2/13, 2/17, 7/11, 7/14 |                                                                           | im Kern 1654; Umgestaltung 1857 | 106892 DDB |
| Flutbrücke Südwest                                 | Flutbrücke Südwest                                                                                                 | Philippsruher Allee LageFlur: 9, 10, Flurstück: 48/11, 121/14 |                                                                           | 1766                            | 106893 DDB |
| Flutbrücke Nordost                                 | Flutbrücke Nordost                                                                                                 | Philippsruher Allee, Main LageFlur: 9, 11, Flurstück: 48/11, 7/6 |                                                                           | 1766                            | 106894 DDB |
|                                                    | | Philippsruher Allee 26 LageFlur: 9, Flurstück: 42/1 | mit Pferdestall                                                           | 1875                            | 106896 DDB |
| Wasserturm der historischen gräflichen Wasserkunst | Wasserturm der historischen gräflichen Wasserkunst                                                                 | Philippsruher Allee 34 LageFlur: 6, Flurstück: 2/12 |                                                                           | 1878                            | 106897 DDB |
| weitere Bilder                                     | Sachgesamtheit Schloss Philippsruhe mit Schlosspark, Orangerie, Belvedere, Umfriedung, Goldener Treppe und Brunnen | Philippsruher Allee 45, Baumgarten, Kettenplatz, Landstraße, Landstraße 1/3, Lustgarten, Mainrasen, Orangerie, Kesselstädter Leinpfad, Am Main, Main LageFlur: 10, 11, 12, Flurstück: 121/10, 121/12, 128/4, 7/3, 10, 11/2, 11/3, 15, 17/2, 17/3, 22/1, 23/1, 30/11, 30/5, 30/6, 30/8, 7/1             | Schloss Philippsruhe                                                      | 1696–1701                       | 106922 DDB |
| ehemalige Schule                                   | ehemalige Schule                                                                                                   | Philippsruher Allee 46 LageFlur: 10, Flurstück: 86/5 |                                                                           | 1905                            | 106898 DDB |
| weitere Bilder                                     | Friedenskirche | Philippsruher Allee 48 LageFlur: 10, Flurstück: 90/1 |                                                                           | 1904                            | 106899 DDB |
| Hist. Gasthaus Zum Schwanen                        | Hist. Gasthaus Zum Schwanen                                                                                        | Philippsruher Allee 50 LageFlur: 10, Flurstück: 122/6 |                                                                           | 1788                            | 106900 DDB |
| Bild gesucht BW                                    | | Remisenweg 7 a LageFlur: 8, Flurstück: 156/3 |                                                                           | um 1905                         | 105945 DDB |
| Bild gesucht BW                                    | Villa Resterburg                                                                                                   | Remisenweg 17 LageFlur: 8, Flurstück: 204/164 |                                                                           | 1894                            | 106902 DDB |
| Bild gesucht BW                                    | Gasthaus Zum Hopfengarten                                                                                          | Salisweg 2 LageFlur: 6, Flurstück: 69/1 |                                                                           | 1900                            | 106903 DDB |
| Bild gesucht BW                                    | | Salisweg 12 LageFlur: 6, Flurstück: 89/1 |                                                                           | 1910                            | 106904 DDB |
| Bild gesucht BW                                    | | Salisweg 19 LageFlur: 7, Flurstück: 75/29 |                                                                           | um 1900                         | 105943 DDB |
| Bild gesucht BW                                    | Villa Selma | Salisweg 22 LageFlur: 6, Flurstück: 6/1 |                                                                           |                                 | 106905 DDB |
| Bild gesucht BW                                    | Villa Kittsteiner                                                                                                  | Salisweg 24 LageFlur: 6, Flurstück: 8 |                                                                           | 1886                            | 106906 DDB |
| Bild gesucht BW                                    | Villa Römerburg | Salisweg 31 LageFlur: 7, Flurstück: 283/1 |                                                                           | 1895                            | 106907 DDB |
| Bild gesucht BW                                    | | Salisweg 65 LageFlur: 5, Flurstück: 9/3 | mit Stall                                                                 | 1910                            | 105944 DDB |
| Bild gesucht BW                                    | | Schubertstraße 5/7 LageFlur: 3, Flurstück: 168/1, 169/1 |                                                                           | 1931                            | 106814 DDB |
| Bild gesucht BW                                    | Kastellbad Kesselstadt                                                                                             | Steinritsche (bei Baumweg 10) LageFlur: 7, Flurstück: 6/6 |                                                                           | 1905                            | 820497 DDB |
| Bild gesucht BW                                    | Bismarckturm | Von Wachenbuchen nach Hanau (Wilhelmsbader Allee) LageFlur: 18, Flurstück: 9/9 |                                                                           | 1905                            | 106921 DDB |
| Bild gesucht BW                                    | Wilhelmsbader Allee                                                                                                | Wilhelmsbader Allee, Fasanerie LageFlur: 1, 18, Flurstück: 6, 32/11, 32/12 |                                                                           | Ende 1770er Jahre               | 106917 DDB |

## Gesamtanlage Kronprinzenstraße
| Bild            | Bezeichnung  | Lage                                | Beschreibung                                                  | Bauzeit | Objekt-Nr. |
| --------------- | ------------ | ----------------------------------- | ------------------------------------------------------------- | ------- | ---------- |
| Gesamtanlage    | Gesamtanlage | Gesamtanlage Kronprinzenstraße Lage | Kronprinzenstraße 2–19, Burgallee 28, 30, Friedensstraße 1, 2 |         | 106936 DDB |
| Bild gesucht BW |              | Burgallee 28 Lage                   | (nur als Teil der Gesamtanlage)                               |         | 905492     |
| Bild gesucht BW |              | Burgallee 30 Lage                   | (nur als Teil der Gesamtanlage)                               |         | 905502     |
| Bild gesucht BW |              | Friedensstraße 1 Lage               | (nur als Teil der Gesamtanlage)                               |         | 905498     |
| Bild gesucht BW |              | Friedensstraße 2 Lage               | (nur als Teil der Gesamtanlage)                               |         | 905488     |
|                 |              | Kronprinzenstraße 2 Lage            | (nur als Teil der Gesamtanlage)                               |         | 905485     |
|                 |              | Kronprinzenstraße 3 Lage            | (nur als Teil der Gesamtanlage)                               |         | 905493     |
|                 |              | Kronprinzenstraße 4 Lage            | (nur als Teil der Gesamtanlage)                               |         | 905503     |
|                 |              | Kronprinzenstraße 5 Lage            | (nur als Teil der Gesamtanlage)                               |         | 905495     |
|                 |              | Kronprinzenstraße 6 Lage            | (nur als Teil der Gesamtanlage)                               |         | 905489     |
|                 |              | Kronprinzenstraße 7 Lage            | (nur als Teil der Gesamtanlage)                               |         | 905494     |
|                 |              | Kronprinzenstraße 8 Lage            | (nur als Teil der Gesamtanlage)                               |         | 905486     |
|                 |              | Kronprinzenstraße 9 Lage            | (nur als Teil der Gesamtanlage)                               |         | 905484     |
|                 |              | Kronprinzenstraße 10 Lage           | (nur als Teil der Gesamtanlage)                               |         | 905487     |
|                 |              | Kronprinzenstraße 11 Lage           | (nur als Teil der Gesamtanlage)                               |         | 905496     |
|                 |              | Kronprinzenstraße 12 Lage           | (nur als Teil der Gesamtanlage)                               |         | 905500     |
|                 |              | Kronprinzenstraße 14 Lage           | (nur als Teil der Gesamtanlage)                               |         | 905504     |
|                 |              | Kronprinzenstraße 15 Lage           | (nur als Teil der Gesamtanlage)                               |         | 905497     |
|                 |              | Kronprinzenstraße 16 Lage           | (nur als Teil der Gesamtanlage)                               |         | 905490     |
|                 |              | Kronprinzenstraße 17 Lage           | (nur als Teil der Gesamtanlage)                               |         | 905491     |
|                 |              | Kronprinzenstraße 18 Lage           | (nur als Teil der Gesamtanlage)                               |         | 905499     |
|                 |              | Kronprinzenstraße 19 Lage           | (nur als Teil der Gesamtanlage)                               |         | 905501     |

- Karte mit allen Koordinaten der Denkmäler:
- OSM |
- WikiMap